# Crítica de Lucas
A Crítica de Lucas, assim denominada a partir do nome do seu autor, Robert Lucas, aplica-se na formulação da política macroeconómica, e estabelece que é uma ingenuidade tentar prever os efeitos de uma mudança na política económica inteiramente com base nas relações observadas nos dados históricos, muito especialmente dos dados agregados históricos.

## Tese
A ideia básica é antecedente à contribuição de Lucas — ideias relativas ao tema são as designadas por lei de Campbell e lei de Goodhart, mas num artigo de 1976, Lucas estabeleceu esta noção simples que invalidava os conselhos sobre política baseados em conclusões deduzidas de modelos macroeconómicos em grande escala. Porque os parâmetros desses modelos não eram estruturais, ou seja, não eram invariáveis relativamente à política, porque necessariamente variariam sempre que a política (as regras do jogo) fosse alterada. Conclusões sobre política com base nesses modelos seriam, portanto, potencialmente enganosas. Este argumento colocou em causa os modelos econométricos em grande escala prevalecentes que careciam de fundamentos da teoria económica dinâmica. Lucas resumiu assim a sua crítica:
"Dado que a estrutura de um modelo econométrico consiste em regras de decisão ótimas dos agentes económicos, e que as regras de decisão ótimas variam sistematicamente com as mudanças na estrutura das séries relevantes para o decisor, conclui-se que qualquer mudança na política sistematicamente irá alterar a estrutura dos modelos econométricos."
A Crítica de Lucas é, em essência, um resultado negativo. Diz aos economistas, principalmente, como não fazer análise económica. A Crítica de Lucas sugere que, se queremos prever o efeito da aplicação de uma política, deveríamos modelar os “parâmetros profundos" (relativos a preferências, tecnologia e restrições de recursos) que se presume que regem o comportamento individual: os designados microfundamentos. Se estes modelos puderem representar as regularidades empíricas observadas, então podemos prever o que os indivíduos irão fazer, tendo em conta a mudança na política e em seguida agregar as decisões individuais para calcular os efeitos macroeconómicos da mudança de política.
Logo após a publicação do artigo de Lucas, Finn E. Kydland e Edward Prescott publicaram o artigo "Regras em vez de Discricionariedade: A Inconsistência de Planos Ótimos", em que não só descrevem estruturas gerais onde os benefícios de curto prazo são contrariados no futuro por mudanças nas expectativas, como também como o decurso do tempo pode superar tais situações. Este artigo e a subsequente investigação conduziram a um programa de pesquisa frutífero para saber como desenvolver a ciência económica de forma dinâmica e quantitativa.

## Exemplos
Uma aplicação importante da Crítica de Lucas (independente dos micro-fundamentos propostos) é a dedução de que a histórica correlação negativa entre inflação e desemprego, conhecida como a curva de Phillips, poderia deixar de se verificar se as autoridades monetárias tentassem explorá-la. Elevar permanentemente a inflação na esperança de que isto reduziria permanentemente o desemprego acabaria por levar à previsão de aumento da inflação pelas empresas, alterando as suas decisões sobre contratação de trabalhadores (emprego). Por outras palavras, só porque a inflação elevada esteve associada a níveis baixos de desemprego com a política monetária do início do século XX, isso não significa que devamos esperar que uma inflação elevada conduza a um nível reduzido de desemprego qualquer que seja a alternativa política monetária seguida.
Para analisar uma aplicação especialmente simples da ideia subjacente à Crítica de Lucas, considere-se o caso do Depósito de Ouro dos EUA, em Fort Knox, nunca ter sido assaltado. Disto não se pode deduzir que os guardas podem com segurança ser eliminados, uma vez que o incentivo para o Fort Knox não ser roubado depende da presença dos guardas. Ou seja, dada a forte segurança que existe no forte atualmente, é improvável que os criminosos tentem um assalto, porque eles sabem que têm poucas probabilidades de êxito. No entanto, uma mudança na política de segurança, como eliminar os guardas, levaria os criminosos a reavaliar os custos e os benefícios de roubar o forte. Não ter havido roubo nas condições da atual política não permite concluir que é possível esperar que isso continue sob quaisquer outras condições possíveis.

### Leituras adicionais
- Favero, Carlo; Hendry, David F. (1992). «Testing the Lucas Critique: A Review». Econometric Reviews. 11 (3): 265–306. doi:10.1080/07474939208800238
- Hoover, Kevin D. (1988). «The Lucas Critique». The New Classical Macroeconomics. Oxford: Basil Blackwell. pp. 185–192. ISBN 0-631-14605-9
- Marschak, Jacob (1953). «Econometric Measurements for Policy and Prediction». In:  Wood, W. C.; Koopmans, T. C. Studies in Econometric Methods. New York: John Wiley & Sons
- Sargent, Thomas (1996). «Expectations and the Nonneutrality of Lucas». Journal of Monetary Economics. 37 (3): 535–548. doi:10.1016/0304-3932(96)01256-1
- Tesfatsion, Leigh (2013), Notes on the Lucas Critique, Time Inconsistency, and Related Issues, http://www.econ.iastate.edu/tesfatsi/luccrit.pdf